# Suki Low
Low Sook Yee (chino: 刘 纾 妤, pinyin: Liú Shuyu, nacida el 26 de diciembre de 1990 en Seremban), popularmente conocida como Suki Low. Es una cantante malaya, ella fue ganadora en la "One in a Million", una competencia de canto. En julio de 2008, ha lanzado un álbum titulado "Akhirnya", bajo la etiqueta de "Monkey Bone".

## Biografía
Suki es de ascendencia china, aunque ella nació en Seremban, la capital de Negeri Sembilan en Malasia. Cuando tenía unos 16 años de edad, participó en un concurso de canto hasta llegar al momento de su victoria. Sus escuelas secundarias anteriores, las cursó en SMK Methodist (ACS), Seremban (Form 1 to 3) y SMK King George V, Seremban (Form 4 and 5).

### En One in a Million
Suki fue la favorita para ganar en este concurso, por delante de la cantante profesional Dayang Nurfaizah, después de pasar algunas pruebas. Fue eliminada en la primera ronda, luego se recuperó gracias a los votos durante una segunda oportunidad.
A lo largo de la competición, Suki interpretó los siguientes temas musicales:
- Mobile - Avril Lavigne (Top 20)
- I'm With You - Avril Lavigne (Second Chance)
- Underneath Your Clothes - Shakira  (Top 12)
- You Oughtta Know - Alanis Morissette (Top 10)
- Behind These Hazel Eyes - Kelly Clarkson (Top 9)
- Pasangan Yang Tepat - Marshanda  (Top 8)
- Inside Your Heaven – Carrie Underwood (Top 7)
- When It Falls Apart - The Veronicas (Top 6)
- Pudar - Rossa (Top 6)
- Kaulah Segalanya - Ruth Sahanaya (Top 5)
- Cepat-cepat - Jaclyn Victor (Top 5)
- Mimpi Pun Sama - Sarah (Top 4)
- Permata Pemotong Permata - Ella (Top 4 - Duet with Ella)
- Losing Grip - Avril Lavigne (Top 3)
- Seindah Biasa - Siti Nurhaliza (Top 3)
- Berdiri - Original composition (Grand Finale)
- Everything - M2M (Grand Finale)